# Zhu Ying

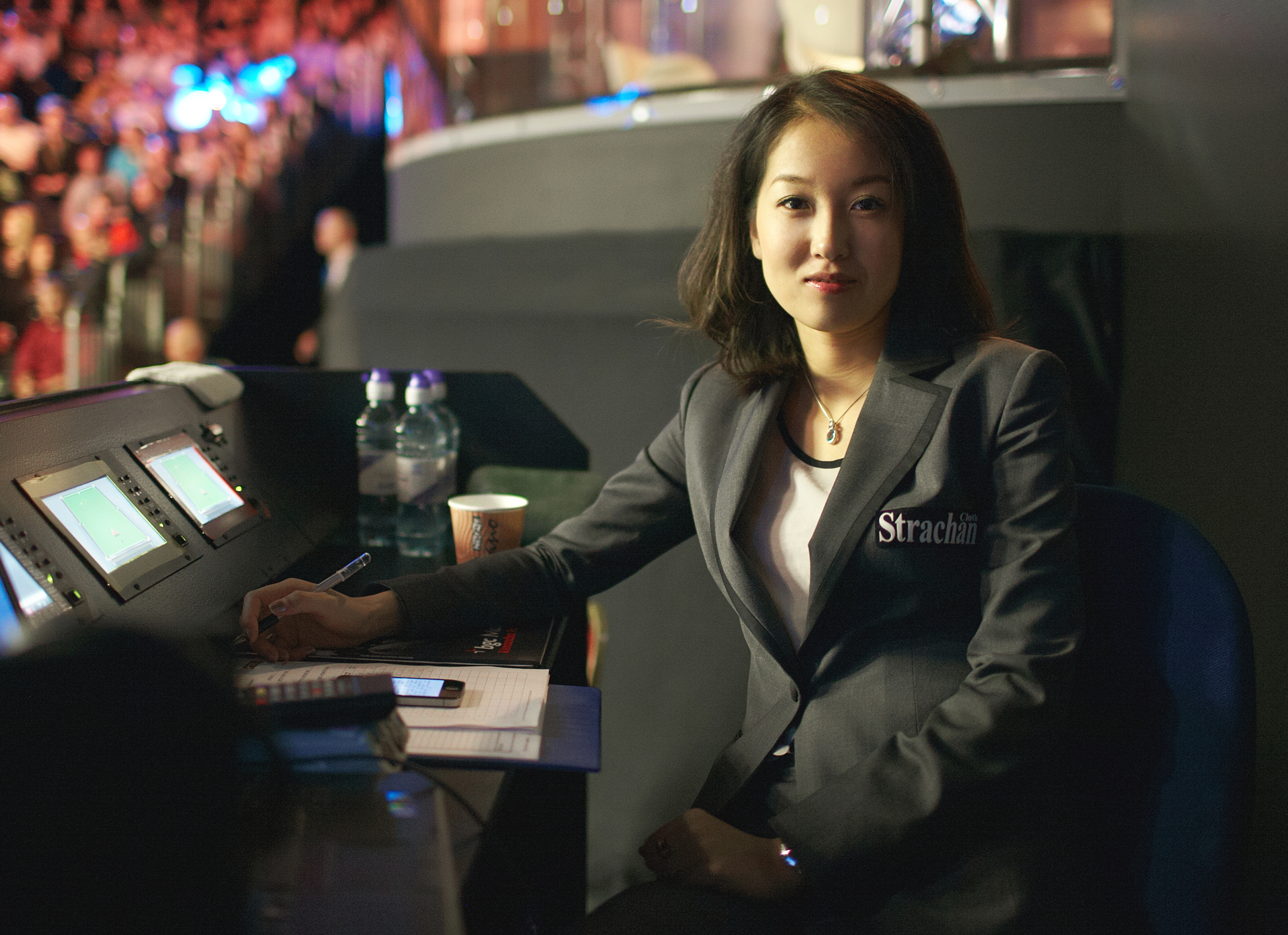
Zhu Ying als Markerin beim Masters 2012

Zhu „Ivy“ Ying (chinesisch 诸瑛 / 諸瑛, Pinyin Zhū Yīng; * 26. Mai 1981) ist eine chinesische Snookerschiedsrichterin aus Shanghai.

## Leben
Zhu Ying wurde am 26. Mai 1981 geboren, alternativ existiert die Angabe, sie sei 1982 auf die Welt gekommen. Die Chinesin begann sich für den Snookersport während des China International 1999 zu interessieren, einem professionellen Snookerturnier, das in China ausgetragen wurde. Später entschied sie sich, eine Karriere als Snooker-Schiedsrichterin ins Auge zu fassen. Während der Saison 2010/11 wurde sie zunächst bei den beiden professionellen Weltranglistenturnieren in der Volksrepublik China eingesetzt, dem Shanghai Masters und den China Open. Danach ging sie für sechs Monate nach Europa, um dort eine Weiterbildung von den professionellen Schiedsrichtern von World Snooker zu erhalten. Unter anderem wurde sie so 2011 bei der Q School eingesetzt. Damals galt sie als führende Snookerschiedsrichterin Chinas. Während der nächsten Saison leitete sie verschiedene Spiele der Players Tour Championship, darunter das Endspiel des dritten PTC-Events zwischen Ben Woollaston und Graeme Dott.
Zum Saisonende wurde sie auch in der Hauptrunde der Snookerweltmeisterschaft eingesetzt, als eine der ersten Frauen. Unter anderem war sie Unparteiische in der Erstrundenpartie zwischen Stephen Hendry und Stuart Bingham, in der Hendry ein Maximum Break spielte. Es war die erste und einzige von Zhu geleitete Profipartie, in der ein Maximum Break gespielt wurde. Somit gelang ihr binnen weniger Monate der Aufstieg zu einer der führenden Snookerschiedsrichter der Profitour. 2013 leitete sie das Finale der Welsh Open, eines vollwertigen Ranglistenturnieres. Mitte 2014 pausierte sie im Einvernehmen mit dem Nationalverband der Volksrepublik für einige Zeit, um sich auf ihre Hochzeit vorzubereiten. Danach kehrte sie wieder auf die Profitour zurück und wurde 2016 und 2018 im Finale der China Championship als Unparteiische eingesetzt.
In der Saison 2023/24 leitete sie mit dem Finale der World Open ihr drittes Endspiel eines Ranglistenturniers.